# Jacob Hjelte
Jacob Hjelte (sinh ngày 8 tháng 11 năm 1996) là một cầu thủ bóng đá người Thụy Điển thi đấu cho Gefle IF ở vị trí tiền đạo.